# 1835 год
1835 (ты́сяча восемьсо́т три́дцать пя́тый) год  по григорианскому календарю — невисокосный год, начинающийся в четверг. Это 1835 год нашей эры, 5‑й год 4‑го десятилетия XIX века 2‑го тысячелетия, 6‑й год 1830‑х годов. Он закончился 190 лет назад.
| Пн | Вт | Ср | Чт | Пт | Сб | Вс |
|    |    |    | 1  | 2  | 3  | 4  |
| 5  | 6  | 7  | 8  | 9  | 10 | 11 |
| 12 | 13 | 14 | 15 | 16 | 17 | 18 |
| 19 | 20 | 21 | 22 | 23 | 24 | 25 |
| 26 | 27 | 28 | 29 | 30 | 31 |    |

| Пн | Вт | Ср | Чт | Пт | Сб | Вс |
|    |    |    |    |    |    | 1  |
| 2  | 3  | 4  | 5  | 6  | 7  | 8  |
| 9  | 10 | 11 | 12 | 13 | 14 | 15 |
| 16 | 17 | 18 | 19 | 20 | 21 | 22 |
| 23 | 24 | 25 | 26 | 27 | 28 |    |

| Пн | Вт | Ср | Чт | Пт | Сб | Вс |
|    |    |    |    |    |    | 1  |
| 2  | 3  | 4  | 5  | 6  | 7  | 8  |
| 9  | 10 | 11 | 12 | 13 | 14 | 15 |
| 16 | 17 | 18 | 19 | 20 | 21 | 22 |
| 23 | 24 | 25 | 26 | 27 | 28 | 29 |
| 30 | 31 |    |    |    |    |    |

| Пн | Вт | Ср | Чт | Пт | Сб | Вс |
|    |    | 1  | 2  | 3  | 4  | 5  |
| 6  | 7  | 8  | 9  | 10 | 11 | 12 |
| 13 | 14 | 15 | 16 | 17 | 18 | 19 |
| 20 | 21 | 22 | 23 | 24 | 25 | 26 |
| 27 | 28 | 29 | 30 |    |    |    |

| Пн | Вт | Ср | Чт | Пт | Сб | Вс |
|    |    |    |    | 1  | 2  | 3  |
| 4  | 5  | 6  | 7  | 8  | 9  | 10 |
| 11 | 12 | 13 | 14 | 15 | 16 | 17 |
| 18 | 19 | 20 | 21 | 22 | 23 | 24 |
| 25 | 26 | 27 | 28 | 29 | 30 | 31 |

| Пн | Вт | Ср | Чт | Пт | Сб | Вс |
| 1  | 2  | 3  | 4  | 5  | 6  | 7  |
| 8  | 9  | 10 | 11 | 12 | 13 | 14 |
| 15 | 16 | 17 | 18 | 19 | 20 | 21 |
| 22 | 23 | 24 | 25 | 26 | 27 | 28 |
| 29 | 30 |    |    |    |    |    |

| Пн | Вт | Ср | Чт | Пт | Сб | Вс |
|    |    | 1  | 2  | 3  | 4  | 5  |
| 6  | 7  | 8  | 9  | 10 | 11 | 12 |
| 13 | 14 | 15 | 16 | 17 | 18 | 19 |
| 20 | 21 | 22 | 23 | 24 | 25 | 26 |
| 27 | 28 | 29 | 30 | 31 |    |    |

| Пн | Вт | Ср | Чт | Пт | Сб | Вс |
|    |    |    |    |    | 1  | 2  |
| 3  | 4  | 5  | 6  | 7  | 8  | 9  |
| 10 | 11 | 12 | 13 | 14 | 15 | 16 |
| 17 | 18 | 19 | 20 | 21 | 22 | 23 |
| 24 | 25 | 26 | 27 | 28 | 29 | 30 |
| 31 |    |    |    |    |    |    |

| Пн | Вт | Ср | Чт | Пт | Сб | Вс |
|    | 1  | 2  | 3  | 4  | 5  | 6  |
| 7  | 8  | 9  | 10 | 11 | 12 | 13 |
| 14 | 15 | 16 | 17 | 18 | 19 | 20 |
| 21 | 22 | 23 | 24 | 25 | 26 | 27 |
| 28 | 29 | 30 |    |    |    |    |

| Пн | Вт | Ср | Чт | Пт | Сб | Вс |
|    |    |    | 1  | 2  | 3  | 4  |
| 5  | 6  | 7  | 8  | 9  | 10 | 11 |
| 12 | 13 | 14 | 15 | 16 | 17 | 18 |
| 19 | 20 | 21 | 22 | 23 | 24 | 25 |
| 26 | 27 | 28 | 29 | 30 | 31 |    |

| Пн | Вт | Ср | Чт | Пт | Сб | Вс |
|    |    |    |    |    |    | 1  |
| 2  | 3  | 4  | 5  | 6  | 7  | 8  |
| 9  | 10 | 11 | 12 | 13 | 14 | 15 |
| 16 | 17 | 18 | 19 | 20 | 21 | 22 |
| 23 | 24 | 25 | 26 | 27 | 28 | 29 |
| 30 |    |    |    |    |    |    |

| Пн | Вт | Ср | Чт | Пт | Сб | Вс |
|    | 1  | 2  | 3  | 4  | 5  | 6  |
| 7  | 8  | 9  | 10 | 11 | 12 | 13 |
| 14 | 15 | 16 | 17 | 18 | 19 | 20 |
| 21 | 22 | 23 | 24 | 25 | 26 | 27 |
| 28 | 29 | 30 | 31 |    |    |    |

## События
- Комета Галлея в очередной раз посетила Солнечную систему.
- 2 января — в Габрове открылась первая болгарская светская школа.
- 2 февраля — Франсиско Морасан принял власть как президент Центральноамериканской федерации на очередные четыре года[1].
- 28 февраля — увидел свет первый печатный свод финского эпоса «Калевала».
- 9 сентября — во Франции введена жёсткая цензура прессы.
- 10 сентября — открыта первая железная дорога в Германии между Нюрнбергом и Фюртом протяжённостью 7 км[2].
- 2 октября — мексиканская армия остановлена техасским ополчением Уильяма Тревиса под селением Гонсалес (Техас)[3].
- 14 октября — войска «Лиги» городов во главе с городом Алахуэлой разбиты у столицы Коста-Рики Сан-Хосе силами президента Коста-Рики Браулио Каррильо. Знамя «Лиги» отправлено в знак верности президенту Центральноамериканской федерации Франсиско Морасану[4].
- 7 ноября — конвент представителей муниципалитетов Техаса в Сан-Фелипе принял декларацию о создании временного правительства Техаса, как одного из субъектов федеральной Мексики[3].
- 9 декабря — американские колонисты захватили Сан-Антонио и вынудили армию Мексики покинуть Техас[3].
- 28 декабря — Сражение Дейда, первое сражение Второй семинольской войны.

## Российская империя
Царствование: Николай I Павлович
- 11 октября — русская система мер упорядочена указом Николая I «О системе российских мер и весов».
- Слободско-Украинская губерния получила название Харьковской.
- 1835 — 1844 — в Симоновом монастыре, архитектором К.А. Тон, возведена 90-метровая 5-ярусная колокольня с церковью святого Иоанна, патриарха Константинопольского и князя Александра Невского — одно из самых высоких зданий в Москве того периода[5].

## Родились
См. также: Категория:Родившиеся в 1835 году
- 17 января — Антанас Баранаускас, литовский священник, поэт и языковед (умер в 1902).
- 18 января — Цезарь Антонович Кюи, русский композитор и критик, член «Могучей кучки» (умер в 1918).
- 11 февраля — Анатолий Кралицкий, русинский писатель и церковный деятель (умер в 1894).
- 20 февраля — Алессандро д’Анкона, итальянский писатель, педагог и литературный критик (умер 1914).
- 21 февраля — Михаил Осипович Микешин, русский художник и скульптор (умер в 1896).
- 26 февраля — Рихард Андре, немецкий географ и этнограф (умер в 1912).
- 13 марта — Леон Кладель, французский писатель (умер в 1892).
- 14 марта — Джованни Вирджинио Скиапарелли, итальянский астроном (умер в 1910).
- 15 марта — Эдуард Штраус, австрийский композитор и дирижёр (умер в 1916).
- 9 апреля — Леопольд II, принц и с 1865 король Бельгии (умер в 1909).
- 23 апреля — Николай Герасимович Помяловский, русский писатель (умер в 1863).
- 9 мая — Максим Алексеевич Антонович, русский литературный критик и публицист (умер в 1918).
- 2 июня — Пий X, папа римский (умер в 1914).
- 14 июня — Николай Григорьевич Рубинштейн, русский пианист-виртуоз и дирижёр (умер в 1881).
- 10 июля — Генрих Венявский, польский скрипач и композитор (умер в 1880).
- 27 июля — Джозуэ Кардуччи, итальянский поэт, лауреат Нобелевской премии по литературе (1906) (умер в 1907).
- 31 июля — Эжен Бриссон, французский политический деятель (умер в 1912).
- 11 сентября (или 1 августа) — Александр Иванович Левитов, русский писатель (умер в 1877).
- 6 сентября — Луи Эмиль Комб, премьер-министр Франции в 1902 — 1905 годах (ум. 1921)
- 22 сентября — Александр Афанасьевич Потебня, украинский и русский языковед и литературовед (умер в 1891).
- 4 октября — Григорий Николаевич Потанин, русский географ, этнограф, публицист, фольклорист (умер в 1920).
- 27 октября — Юлий Эдуардович Янсон, российский экономист и статистик (умер в 1893).
- 16 ноября — Эудженио Бельтрами, итальянский математик (умер 1900).
- 30 ноября — Марк Твен, американский писатель.
- ноябрь — Чокан Валиханов, казахский учёный, историк, этнограф, фольклорист, путешественник, просветитель, российский офицер и разведчик.
- 6 декабря — Чезаре Ломброзо, итальянский психиатр (умер в 1909).

## Скончались
См. также: Категория:Умершие в 1835 году
- 8 апреля — Вильгельм Гумбольдт, немецкий филолог, философ, языковед, государственный деятель, дипломат.
- 28 июля — Эдуар Адольф Казимир Жозеф Мортье, герцог де Тревизо, маршал Франции, военный министр Франции, французский губернатор Москвы в 1812 году (род.1768)
- 23 сентября — Георг Адлерспарре, военный и политический деятель Швеции, один из инициаторов свержения короля Густава IV в 1809 году (род.1760)